# فرودگاه فوکوئه کوکو
فرودگاه فوکوئه کوکو (به انگلیسی: Fukue Airport) (به زبان بومی: Gotō-Fukue Airport) یک فرودگاه همگانی با کد یاتا FUJ است که یک باند فرود آسفالت بتن دارد و طول باند آن ۲۰۰۰ متر است. این فرودگاه در شهر گوتو، ناگازاکی کشور ژاپن قرار دارد .

## شرکت‌های هواپیمایی و مقصدهای پروازی
| شرکت‌های هواپیمایی                   | مقصدهای پروازی     |
| ----------------------------------- | ------------------ |
| آل نیپون ایرویز اجرا توسط ANA Wings | فوکوئوکا           |
| اورینتال ایر بریج                   | فوکوئوکا، ناگازاکی |